# Находка (Ямало-Ненецкий автономный округ)
Нахо́дка — село в Тазовском районе Ямало-Ненецкого автономного округа России.

## География
Расположено на правом берегу Тазовской губы (часть Обской губы) в 56 км к северо-западу от райцентра — посёлка Тазовского. Климат суровый: длинная арктическая зима (временами до −50 °C), а ледоход начинается только во второй половине мая.
С 2014 года входит в пограничную зону РФ, которая в пределах ЯНАО установлена в полосе местности шириной 10 км от морского побережья.

## История
Название было дано местности в 1863 году исследователем Ю. И. Кушелевским. В начале XX века здесь располагался рыбный промысел сургутского промышленника Торопчина. 
В 1930-е годы был образован колхоз «Красная Москва», куда вошли оленеводы соседней тундры. 
Строительство посёлка началось в 1942 году. В 1940-е годы появляется стационарное поселение из чумов. 
27 июня 1944 года Указом Президиума Верховного Совета СССР здесь был создан сельский Совет под названием Ямбургский.
1 октября 1953 года открыта находкинская начальная школа. 24 января 1968 года сельсовет получил название Находкинский. 
В 1988 году Тазовской геофизической экспедицией открыто Находкинское газовое месторождение. В 2003 году на сходе жителей Находки было согласовано освоение компанией ОАО «Находканефтегаз» близлежащими землями.
C 2005 до 2020 гг. в рамках организации местного самоуправления село составляло отдельное муниципальное образование село Находка со статусом сельского поселения, которое было упразднено в 2020 году вместе с преобразованием муниципального района в муниципальный округ. После этого вопросы местного значения осуществляются территориальным органом Администрации Тазовского района - администрацией села Находка. Главой администрации села Находка Администрации Тазовского района с 20 ноября 2020 года назначен Фудин Петр Александрович (5 июля 1988 года рождения).
Законом ЯНАО от 30 мая 2022 года, вступающим в силу с 1 января 2027 года, село упраздняется как отдельный населённый пункт и включается в состав посёлка Тазовский.

## Инфраструктура
В селе имеется детский сад, начальная школа-интернат, сельский дом культуры, спортивный зал "Айсберг", пекарня, электростанция, котельная, водоочистные сооружения (ВОС-200), телефонная станция.

## Население
| 1989  | 2002  | 2003  | 2010  | 2011  | 2012  | 2013  |
| ----- | ----- | ----- | ----- | ----- | ----- | ----- |
| 986   | ↗1143 | ↗1182 | ↗1205 | ↗1209 | ↗1223 | ↗1228 |
| 2014  | 2015  | 2016  | 2017  | 2018  | 2019  | 2021  |
| ↗1237 | ↗1259 | ↗1273 | ↗1305 | ↗1335 | ↗1365 | ↘1133 |

Население на начало 2005 года составляло 2676 человек.